# Liéhon
Liéhon – miejscowość i gmina we Francji, w regionie Grand Est, w departamencie Mozela.
Według danych na rok 1990 gminę zamieszkiwały 123 osoby, a gęstość zaludnienia wynosiła 23 osób/km² (wśród 2335 gmin Lotaryngii Liéhon plasuje się na 922 miejscu pod względem liczby ludności, natomiast pod względem powierzchni na miejscu 979).